# Hiraea mortoniana
Hiraea mortoniana är en tvåhjärtbladig växtart som först beskrevs av James Francis Macbride, och fick sitt nu gällande namn av C.E.Anderson. Hiraea mortoniana ingår i släktet Hiraea och familjen Malpighiaceae. Inga underarter finns listade i Catalogue of Life.